# Serruria viridifolia
Serruria viridifolia är en tvåhjärtbladig växtart som beskrevs av J.P. Rourke. Serruria viridifolia ingår i släktet Serruria och familjen Proteaceae. Inga underarter finns listade i Catalogue of Life.